# Kyōnin-ji

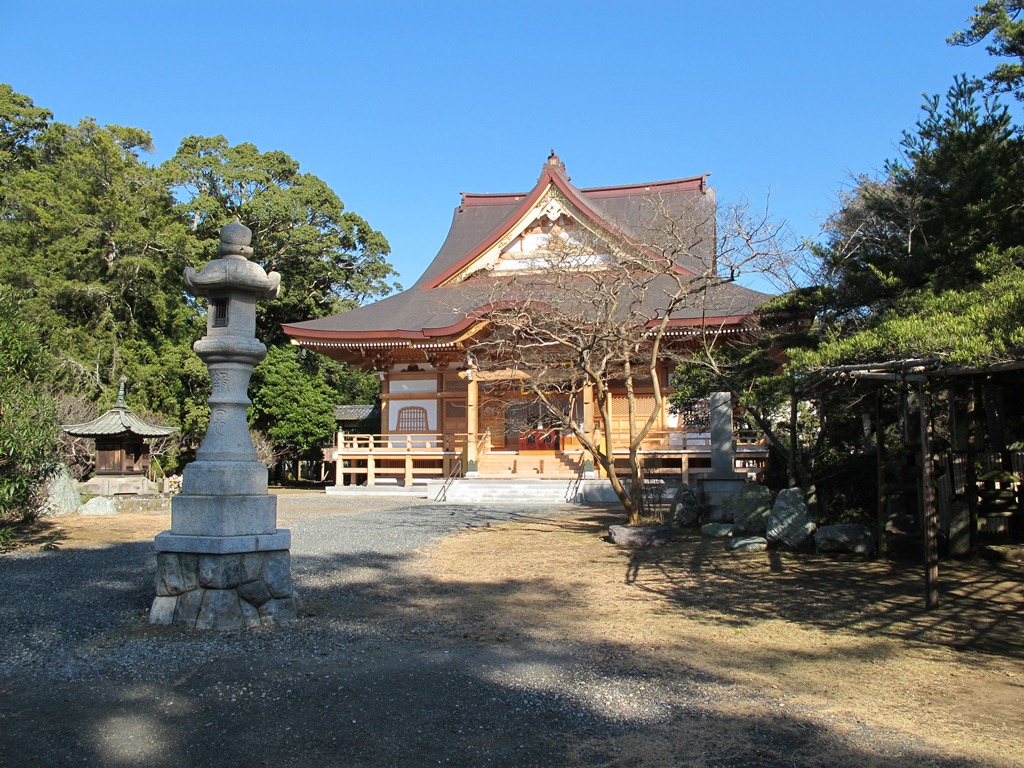
Teil des Gebäudekomplexes des Kyōnin-ji in Kamogawa

Der Kyōnin-ji (jap. 鏡忍寺; vollständiger Name Komatsubara-zan Kyōnin-ji (小松原山鏡忍寺)) ist einer der wichtigsten historischen Tempel der Nichiren-shū, der ältesten Schule des Nichiren-Buddhismus. Er wurde am 5. März 1281 in Kamogawa, heutige Präfektur Chiba, gegründet.
Am 11. November 1264 lud Kudō Yoshitaka (工藤 吉隆), Lehnsherr vom Amatsu, Nichiren zu sich ein. Auf dem Wege dorthin wurde er von Mitgliedern einer rivalisierenden religiösen Gruppierung des Nembutsu in den Straßen Komutsubaras angegriffen und die zu Hilfe eilenden Kyōninbō Nichigyō (鏡忍坊日暁) und Kudō Yoshitaka getötet sowie zwei der Gefährten Nichirens verletzt.
Der Legende nach schütze eine Gebetskette, die Nichiren bei sich trug, ihn selbst vor einer tödlichen Verletzung. Zum Gedenken an diese Ereignisse und an die Getöteten gründete Nichiryū (日隆), Schüler Nichirens und Sohn des ermordeten Yoshitaka Kudo, an jener Stelle den Tempel.
Neben Gebäuden wie dem Soshidō (Halle des Gründers) und dem Hondō (Große Halle) zählen auch eine 800 Jahre alte Zeder zu den Sehenswürdigkeiten des Tempels. Der Legende nach erschien Nichiren die Göttin Kishimojin in diesem Baum.